# Virbia palmeri
Virbia palmeri är en fjärilsart som beskrevs av Druce 1911. Virbia palmeri ingår i släktet Virbia och familjen björnspinnare. Inga underarter finns listade i Catalogue of Life.